# Faubourg

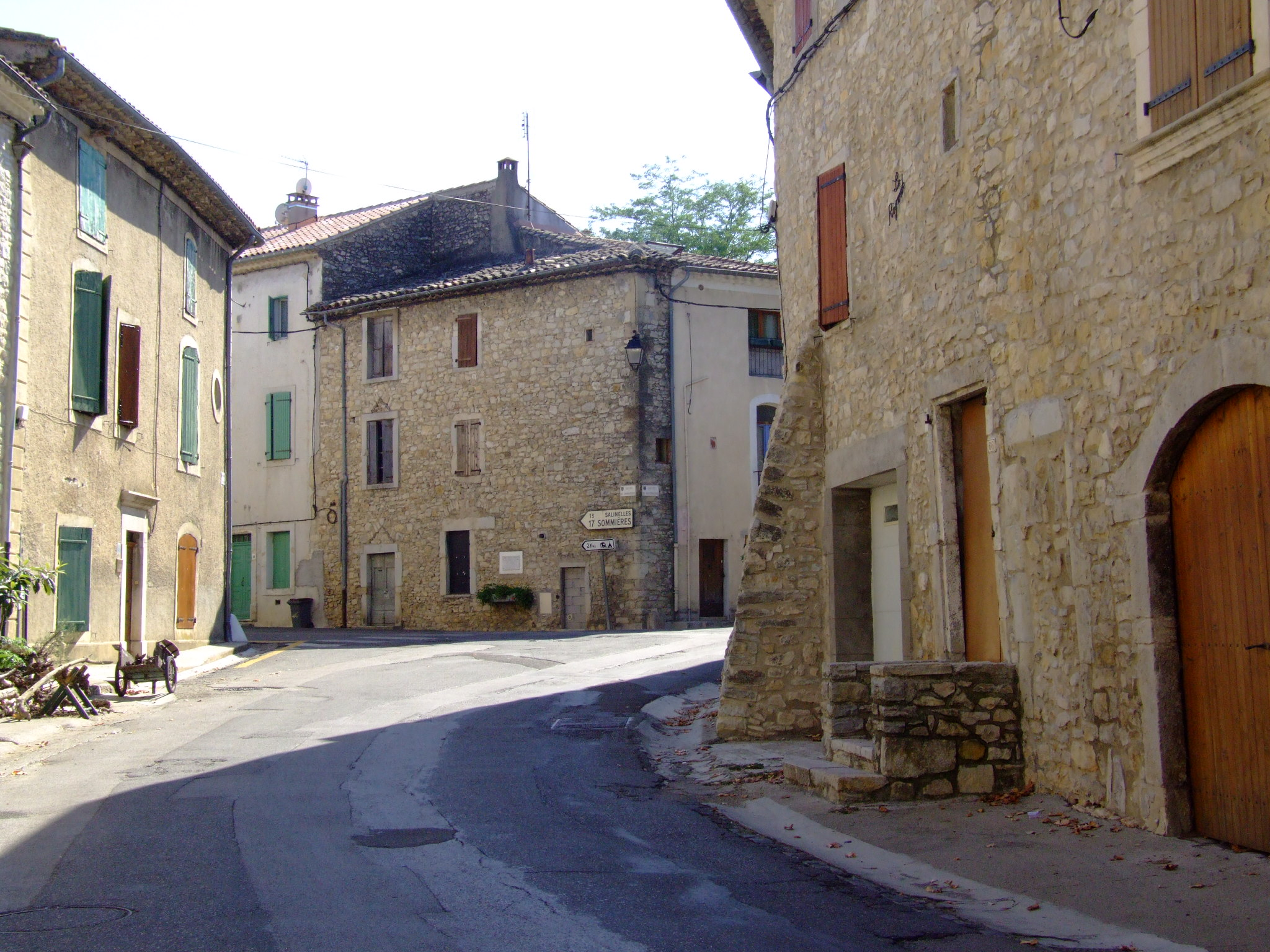
Fauburg du Pont em Quissac (Gard), em França.

Faubourg é um termo arcaico francês que significa aproximadamente "subúrbio" (hoje em dia geralmente denominado banlieue). A sua forma mais primitiva é Forsbourg, derivado do latim foris, 'fora de', e da vulgata (originalmente germânica) burgum, 'cidade' ou 'fortaleza'. Tradicionalmente, este nome aplicava-se a uma aglomeração formando-se em torno de uma via ou caminho dirigido para o exterior a partir de uma das portas da cidade, e habitualmente levava o nome que a mesma via tinha através da cidade.
Os faubourgs são muitas vezes considerados como os precursores dos subúrbios europeus, a partir dos quais estes evoluíram, de uma forma geral, por 1950-60. Embora os subúrbios iniciais ainda conservassem algumas das características dos faubourgs (tais como travessas e becos com portas, pouco espaço entre as casas, etc.), os subúrbios mais tardios sofreram grandes mudanças na sua construção, fundamentalmente em termos de densidade residencial.
Além das muitas cidades francesas, os faubourgs podem ainda ser encontrados fora da Europa em lugares que incluem a província do Quebec, no Canada, e a cidade de Nova Orleães, na Louisiana. As cidades do Quebec e Montreal contêm exemplos de faubourgs, embora Montreal tenha muito maiores divergências em termos de banlieue, levando a muitas semelhanças com muitos subúrbios americanos e do Ontário.